# Remi (男性ファッションモデル)
Remi（レミ、1979年1月1日 - ）は、日本の男性ファッションモデル、映画監督。
福岡県出身。ビーナチュラル所属。特技は映像、スキー。
主にファッションショーやファッション雑誌のモデルとして活躍している。映画監督としても活動している。

## 主な出演

### ブランド
- FRAPBOIS
- POKER FACE
- override
- RUDE
- glamb
- Kohsuke Inaba
- gorouta
- MofM
- Spellbound

### 雑誌
- MR.high-fashion
- MEN'S NON-NO
- POPEYE
- smart
- HDP
- relax
- BOON
- FINEBOYS
- ストリートジャック
- GET ON!
- SENSE
- Men's JOKER

### ショー
- MILK
- カルバンクライン
- NUMBER(N)INE
- LADMUSICIAN
- Margaret Howell
- IMAR ENGINIARING
- YAB-YUM

### 広告
- SCOOP
- MILK
- BEAMS
- NICOLE CLUB
- はいせんす絵本
- 丸井
- au
- JUN MEN
- キリンラガー
- HONDA

### PV
- MEG 「Celtic Koto」

### 写真集
- レスリー・キー写真集「Super Stars」（2006年）に参加

## 監督作品
- 地獄のスイカ割り
- MIYAGI PEACE
- 盗聴